# Herzog von Alba

Wappen

Der Titel Herzog von Alba (spanisch Duque de Alba) zählt zu den ältesten Titeln im spanischen Adel und wurde im Jahr 1472 vom kastilischen König Heinrich IV. der Familie Álvarez de Toledo verliehen, die bereits den Grafentitel (conde) von Alba de Tormes, einem Ort in der heutigen Provinz Salamanca innehatte.
Bekanntester Träger dieses Titels war der 3. Herzog von Alba, Fernando Álvarez de Toledo y Pimentel, der als Statthalter der Niederlande von 1567 bis 1573 ein Schreckensregiment über die aufständische Bevölkerung führte.
Im Laufe der Zeit gelangte der Titel über weibliche Nachkommen in andere Familien und wurde mit immer mehr hohen und alten spanischen Titeln verbunden.

## Graf von Alba
- Fernando Álvarez de Toledo, 1. Graf von Alba

## Herzöge von Alba
Haus Álvarez de Toledo

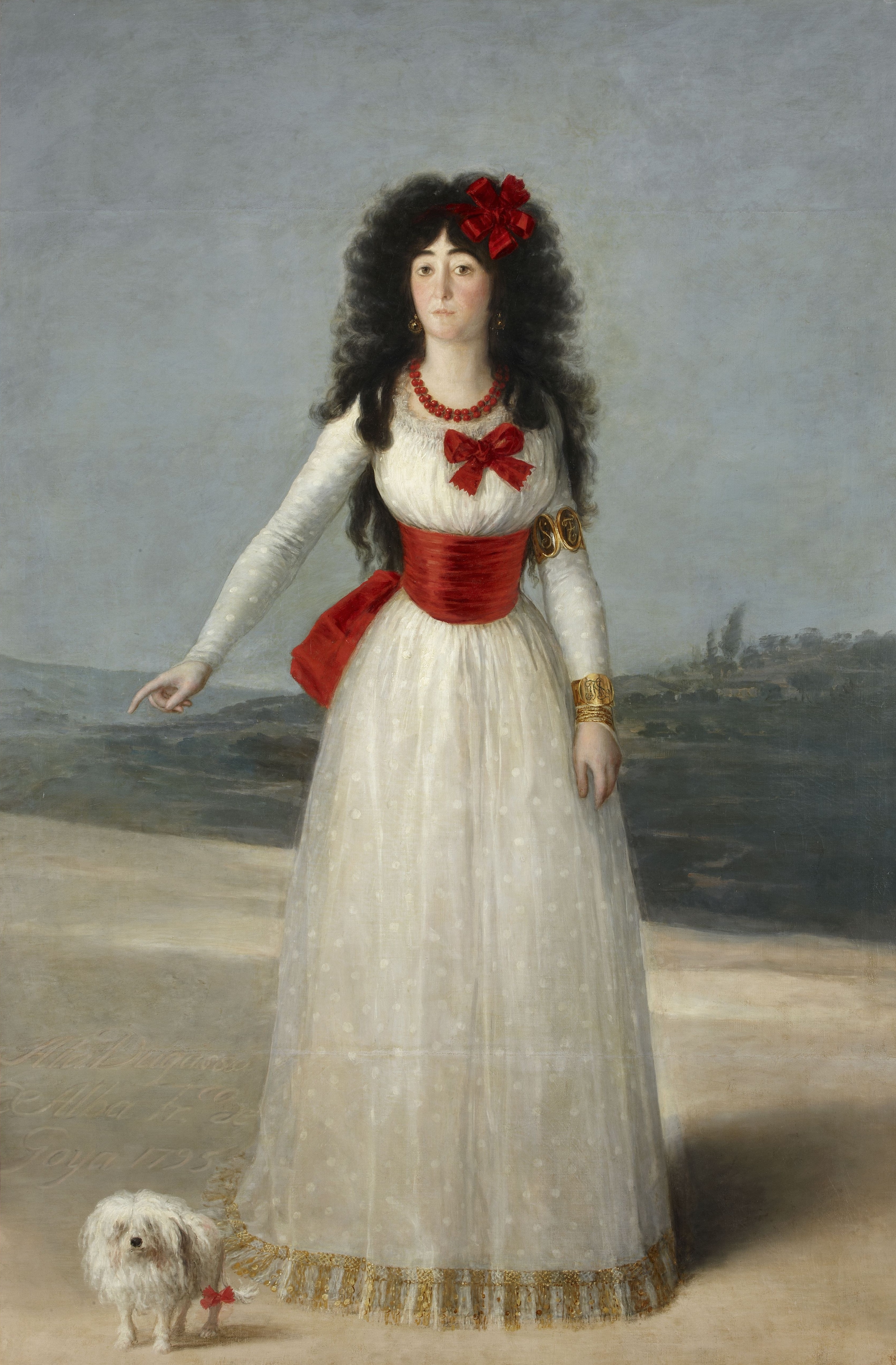
Die 13. Herzogin von Alba (1762–1802), gemalt von Francisco de Goya

Wappen der Fitz-James Stuart y Falcó, Herzöge von Alba, Duque de Peñaranda de Duero, Herzöge von Berwick-upon-Tweed

- García Álvarez de Toledo, 2. Graf von Alba de Tormes, 1. Herzog von Alba (um 1430–1488); dessen Sohn
- Fadrique Álvarez de Toledo, 2. Herzog von Alba (um 1460–1531); dessen Enkel
- Fernando Álvarez de Toledo, 3. Herzog von Alba (1507–1582) – dieser ist regelmäßig gemeint, wenn allgemein vom Herzog von Alba die Rede ist; dessen Sohn
- Fadrique Álvarez de Toledo, 4. Herzog von Alba (1537–1583); dessen Neffe
- Antonio Álvarez de Toledo y Beaumont, 5. Herzog von Alba (1568–1639)
- Fernando Álvarez de Toledo y Mendoza, 6. Herzog von Alba (1595–1667)
- Antonio Álvarez de Toledo y Pimentel, 7. Herzog von Alba (1615–1690)
- Antonio Álvarez de Toledo y Beaumont, 8. Herzog von Alba (um 1640–1701)
- Antonio Martin Álvarez de Toledo Guzmán, 9. Herzog von Alba (1669–1711)
- Francisco Álvarez de Toledo y Silva, 10. Herzog von Alba (1662–1739)
- María Teresa Álvarez de Toledo, 11. Herzogin von Alba (1691–1755)

Haus Fitzjames-Stuart
- Fernando de Silva y Álvarez de Toledo, 12. Herzog von Alba (1714–1776)
- Maria del Pilar Teresa Cayetana de Silva y Álvarez de Toledo, 13. Herzogin von Alba (1762–1802)
- Carlos Miguel Fitz-James Stuart, 14. Herzog von Alba, 7. Herzog von Berwick, 7. Herzog von Liria y Xérica etc. (1794–1835), erster Titelträger aus der Familie Fitzjames-Stuart
- Jacobo Luis Fitz-James Stuart, 15. Herzog von Alba (1821–1881)
- Carlos Maria Isabel Fitz-James Stuart, 16. Herzog von Alba etc. (1849–1901)
- Jacobo Fitz-James Stuart y Falcó, 17. Herzog von Alba, 10. Herzog von Berwick etc. (1878–1953)
- Maria del Rosario Cayetana Fitz-James Stuart, 18. Herzogin von Alba, 11. Herzogin von Berwick etc. (1926–2014)
- Carlos Fitz-James Stuart, 19. Herzog von Alba, 12. Herzog von Berwick etc. geb. 1948[1]
  - Erbe: Fernando, 15. Herzog von Huéscar (* 1990)

## Herzogin von Alba
Die 18. Duquesa de Alba, Cayetana Fitz-James Stuart (1926–2014), stand dem oben erwähnten 3. Herzog von Alba an Bekanntheit in nichts nach, wozu ihre Heirat mit Alfonso Diez beigetragen hat. Sie war über James Fitzjames, Duke of Berwick, Nachfahrin König Jakobs II. von England und trug mehrere Dutzend Titel: Ihre Adelstitel bestanden aus 15 Titeln einer Marquise, 8 Titeln einer Herzogin, 19 Titeln als Gräfin und 20 diversen Titeln einer Grandessa in Spanien. Sie war eine der reichsten Frauen Spaniens.

## Ausstellungen
- 2012: Das Erbe des Hauses Alba. Centro Cibeles de la Cultura y Ciudadiana, Madrid; Katalog.
- Seit September 2019 steht die Gemäldesammlung des Palacio de Liria in Madrid Besuchern offen.[4]